# Уолд, Барбара
Барбара Уолд (англ. Barbara J. (Jane) Wold) — американская исследовательница, специалист в области наук о геноме.
Доктор философии (1978) Калтеха и затем (с 1981) прошла путь там до именного профессора, в 2001—2011 директор Beckman Institute at Caltech. Первый (в должности) директор Института Меркина (Merkin Institute) с 2019 по 2023 год. Член Американской академии искусств и наук (2023).
Окончила Университет штата Аризона (бакалавр зоологии, 1973). Докторскую степень по молекулярной биологии развития получила в Калтехе, являлась там же исследовательским феллоу (в 1978). Для своей докторской занималась структурой генома и регуляцией генов во время развития эмбриона, а будучи постдоком в Колумбии разработала способы анализа функции цис-регуляторных элементов.
С 1981 на биофаке Калтеха, ассистент-, с 1988 ассоциированный, с 1996 профессор (по 2002), с 2003 именной профессор Bren Professor. В Калтехе ей довелось сотрудничать с Сеймуром Бензером.
В 2012 году Б. Уолд основала Центр геномики рака Национального института рака.
В настоящее время занимается геномикой состояний заболеваний человека.
Публиковалась в Nature Communications, Nature Methods, Nature.
Супруг — геофизик Larry Burdick.